# Falguera d'aigua
La falguera d'aigua (Azolla caroliniana) és una espècie de falguera d'aigua dolça del gènere Azolla dins la família de les salviniàcies (Salviniaceae). És nativa del continent americà, però ha estat introduïda a gran part d'Europa i en algunes zones de l'Àsia Sud-oriental. La legislació de l'estat considera les espècies del gènere Azolla com a espècies exòtiques invasores.
Addicionalment pot rebre el nom de verdet.

## Descripció
Mesura de 5 a 10 mil·límetres de llarg, de color verd a vermellós, tornant-se d'aquest color quan es troba exposada a una llum forta o bé a l'hivern. Les seves fulles estan cobertes de pèls fins que arriben a donar-li l'aparença de vellut.

## Història natural
És capaç de fixar el nitrogen de l'aire mitjançant la simbiosi amb cianobacteris. A l'hivern, resisteix temperatures de 5 °C i el seu creixement òptim és a l'estiu a temperatures de 25-30 °C.

## Usos
A l'Àsia es cultiva l'Azolla caroliniana com a fertilitzant ecològic, puix per la seva capacitat fixadora de nitrògens, beneficia el cultiu d'arròs i estalvia l'ús de fertilitzants artificials. La gruixuda capa de fulles (de fins a 4 cm de gruix) també suprimeix el creixement de males herbes. Les seves fulles es cullen per alimentar peixos i aviram. També s'utilitza sovint com una planta flotant, tant en aigües fredes com en aquaris tropicals, així com en estanys a l'aire lliure; es propaga per divisió.

## Referències

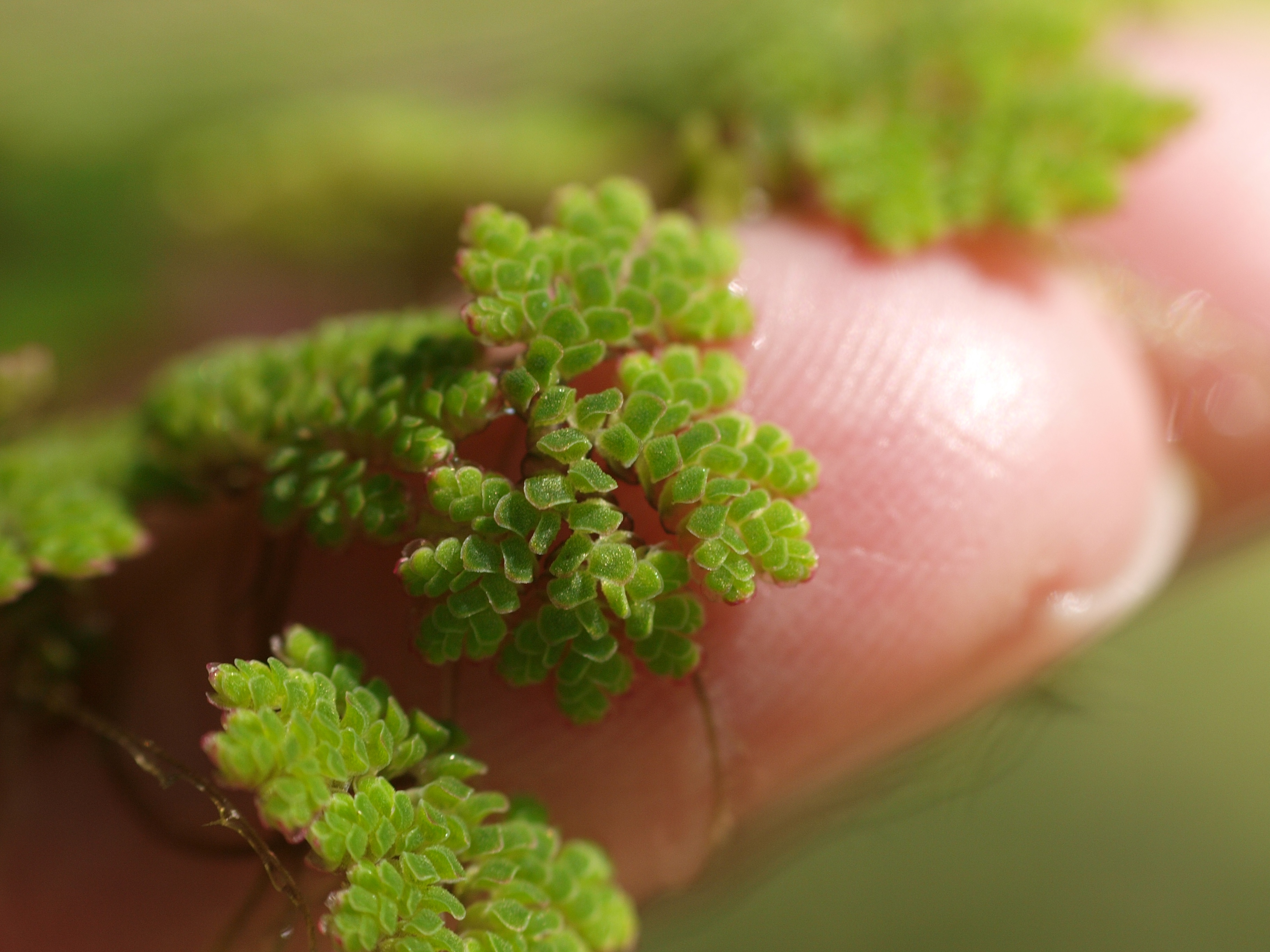
Azolla caroliniana al Jack London State Historic Park